# Legna da ardere

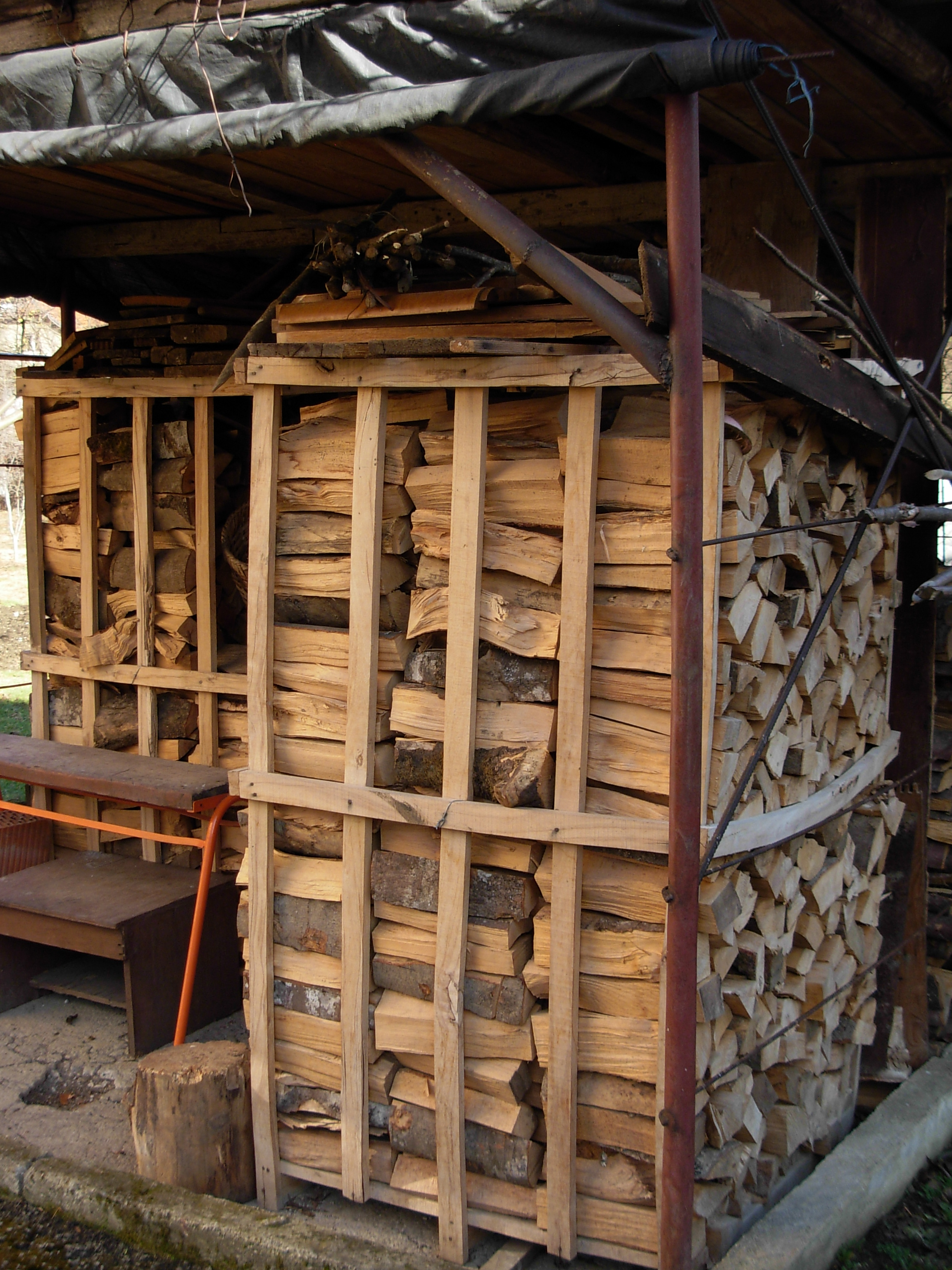
Legna da ardere

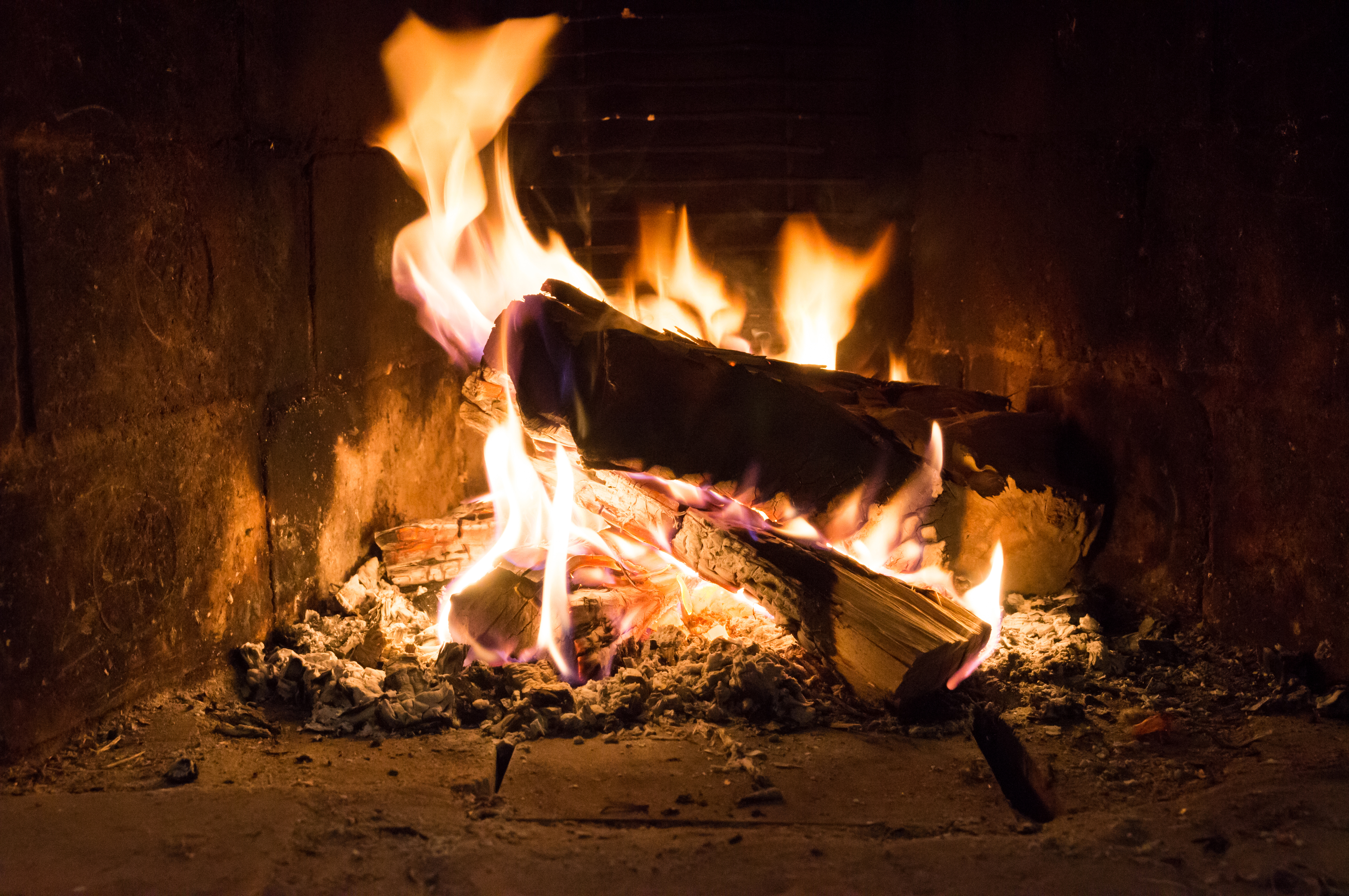
Il fuoco

La legna da ardere è un qualunque tipo di legna raccolta ed usata come combustibile. È classificata come biocombustibile e rappresenta ancora oggi il principale combustibile di uso domestico per circa 1/3 della popolazione mondiale. Generalmente non è un materiale sottoposto a particolari processi lavorativi e si presenta in una qualche forma riconoscibile come pezzo di tronco o ramo a differenza di altri combustibili a base di legna come il pellet. La legna da ardere può essere stagionata (secca) o non stagionata (fresca/umida).
La legna da ardere è una risorsa rinnovabile e proviene principalmente dall'attività forestale (boschiva e utilizzazione forestale), ma il suo consumo può superare la sua capacità di rigenerarsi su scala locale o regionale.
Le sue caratteristiche sono regolamentate dalla norma ISO 17225-1:2014 Biocombustibili solidi - Specifiche e classificazione del combustibile - Parte 1: Requisiti generali e ISO 17225-5:2014 Biocombustibili solidi - Specifiche e classificazione del combustibile - Parte 5: Definizione delle classi di legna da ardere”.

## Combustione
Il suo potere calorifico inferiore è fra 3280 chilocalorie/chilogrammo (kcal/kg) e 4360 kcal/kg, a seconda del grado di umidità relativa (u.r.) e della specie d'origine. La legna di resinose, aghiformi o conifere ha un potere calorifico per kg superiore rispetto alle latifoglie, ma una massa volumica inferiore. Il maggior potere calorifico è dovuto alla resina contenuta, che, però, costituisce anche una fonte di fuliggine se non convenientemente bruciata (la combustione richiede maggior ossigenazione e più alta temperatura di combustione).

## Fabbisogno e sostenibilità
In molti paesi l'incremento demografico comporta una continua richiesta di energia a basso prezzo: ne deriva che in alcuni Paesi il consumo di legna da ardere è ora diventato superiore alla naturale capacità di rinnovamento delle foreste, con la grave conseguenza di estesi disboscamenti in vasti territori. Questo problema, tuttavia, non riguarda né l'Italia, né, in generale, l'Europa, dove i boschi sono in aumento, sia in termine di superficie, sia in termini di massa legnosa presente in media per unità di superficie. Soprattutto nei paesi dell'Unione europea, i boschi possono essere tagliati solo seguendo una precisa e rigida normativa (Leggi forestali regionali e Regolamenti forestali), che permette un uso sostenibile e duraturo delle superfici forestali. La legna da ardere è pertanto da considerarsi un combustibile ecologico e rinnovabile.

## Misura
Solitamente la legna da ardere è venduta a volume. Anche se uno specifico termine per il volume può essere usato c'è un'ampia variazione nel suo significato e su quanto una certa misura può rendere come carburante. Una certa quantità di legno con il 65% di umidità produrrà meno energia quando viene bruciato di una pari quantità seccata al 20%. Indifferentemente dal termine le misure del legno sono da considerare come valori stimati.
Storicamente le cataste di legno sono misurate con il metro stero, che corrisponde ad una catasta di legno di dimensioni di 1 × 1 × 1 m (pari quindi a un metro cubo). Dato che comunque rimangono spazi vuoti tra i pezzi di legno, il volume reale di legna reale contenuta in un metro stero è circa i 2⁄3. Il legno può anche essere venduto a peso, al chilogrammo o alla tonnellata, come per esempio in Australia.
Negli Stati Uniti  e nel Canada l'unità di misura comunemente usata della legna da ardere è il cord. Questa può essere un full cord definito come una pila bene ordinata di legna (inclusi gli spazi vuoti e la corteccia) delle dimensioni di 4 × 4 × 8 ft e quindi un volume di 128 piedi cubi (3,6 m³) Dato che tipicamente i pezzi di legna effettivamente utilizzati sono molto più corti dei 4 ft di lunghezza di quelli che costituiscono il full cord (generalmente lunghi 16 pollici (41 cm)), spesso i venditori vendono la legna al pubblico misurandola con la face cord (chiamata anche con una varietà di termini come stove cord, apartment cord, furnace cord, short cord e rick) che corrisponde ad una catasta ordinata della stessa lunghezza ed altezza di quella standard, ma più stretta. A pezzi di legna lunghi 16 in corrisponde quindi un volume di 42,6 piedi cubi (1,21 m³). Il Governo canadese consiglia comunque di abbandonare l'uso del "cord" per evitare confusione nei consumatori dovuti all'uso del face cord.
A Cuba viene misurata in cuerda.